# Laelaps incrassatus

Na imagem as constelações (Canis Major, Canis Minor e Lepus)

Na mitologia grega, Laelaps (em grego antigo: Λαῖλαψ Lailaps, ‘vento de tormenta’) era um lendário cão que sempre arpoava a sua presa quando caçava. Foi um presente que Zeus ofereceu a Europa. Foi usado para caça à raposa de Tebas, que nunca poderia ser caçada. O paradoxo do cão que sempre pega sua caça e da raposa que nunca poderia ser pega confundiu Zeus, que transformou os dois em pedra e os lançou às estrelas. Laelaps transformou-se em Canis Major, enquanto a raposa de Tebas em Canis Minor.